# Peter Čvirik
Peter Čvirik (ur. 13 czerwca 1979 w Levicach) – słowacki piłkarz występujący na pozycji obrońcy.

## Kariera
Čvirik swoją profesjonalną karierę zaczynał w FK Slovan Levice. Następnie przez rok grał w Dukli Bańska Bystrzyca. Później był piłkarzem MŠK Žilina, gdzie wystąpił w 43 meczach i strzelił dwa gole, a w sezonie 2001/2002 został mistrzem Słowacji.
W 2002 roku przeszedł do FK Púchov z którym w sezonie 2002/2003 zdobył puchar Słowacji. Nie był jedynak podstawowym zawodnikiem i przez trzy lata rozegrał 38 meczów. Latem 2005 roku Čvirik został zawodnikiem Spartaka Trnawa, gdzie regularnie grał w pierwszej jedenastce.
W 2006 roku Čvirik przeniósł się do Artmedii Petržalka, z którą w sezonie 2007/2008 został mistrzem Słowacji oraz zdobył puchar kraju. Przez dwa lata występów w klubie ze stolicy nie miał miejsca w podstawowym składzie – był rezerwowym i grał sporadycznie. W 2008 roku został zawodnikiem FK Senica.
W styczniu 2009 roku przyjechał na testy do Lechii Gdańsk i wkrótce podpisał z tym klubem kontrakt. 28 lutego zadebiutował w polskiej Ekstraklasie w meczu ze Śląskiem Wrocław. W połowie kwietnia strzelił gola samobójczego w spotkaniu z Polonią Warszawa. W maju zdobył pierwszego gola na polskich boiskach, pokonując bramkarza Jagiellonii Białystok, Piotra Lecha w wygranym 3:1 meczu.
W czerwcu 2010 roku, został wolnym zawodnikiem, parę dni później podpisał kontrakt z rumuńską Universitateą Kluż, gdzie rozegrał 11 spotkań, zdobył 2 bramki. W lutym 2011 roku, rozwiązał kontrakt z klubem, następnie udał się na testy do Lechii Gdańsk, z nadzieją na powrót do klubu, jednak po dwóch sparingach z jego udziałem, klub odesłał piłkarza do domu.